# Ylasrydsjön
Ylasrydsjön är en sjö i Hylte kommun i Halland och ingår i Nissans huvudavrinningsområde. Sjön har en area på 0,0941 kvadratkilometer och ligger 118,6 meter över havet. Sjön avvattnas av vattendraget Färgeån.

## Delavrinningsområde
Ylasrydsjön ingår i det delavrinningsområde (631610-133614) som SMHI kallar för Vid Q i Län punkt. Medelhöjden är 132 meter över havet och ytan är 21,32 kvadratkilometer. Det finns inga avrinningsområden uppströms utan avrinningsområdet är högsta punkten. Färgeån som avvattnar avrinningsområdet har biflödesordning 2, vilket innebär att vattnet flödar genom totalt 2 vattendrag innan det når havet efter 44 kilometer. Avrinningsområdet består mestadels av skog (67 %) och sankmarker (24 %). Avrinningsområdet har 0,38 kvadratkilometer vattenytor vilket ger det en sjöprocent på 1,8 %.